# Cheers, It's Christmas
| Críticas profissionais | Críticas profissionais |
| Avaliações da crítica  | Avaliações da crítica  |
| Fonte                  | Avaliação              |
| ---------------------- | ---------------------- |
| Allmusic               | [ 1 ]                  |
| Roughstock             | [ 2 ]                  |

Cheers, It's Christmas é o sétimo álbum de estúdio e o primeiro natalino do cantor norte-americano Blake Shelton, lançado a 2 de Outubro de 2012 pela editora discográfica Warner Bros. Records. O álbum alcançou a 8.ª posição na Billboard 200 sendo certificado ouro nos Estados Unidos.

## Desempenho comercial
Em sua primeira semana de lançamento, o álbum vendeu mais de 9,000 mil cópias nos Estados Unidos. Até janeiro de 2013, o álbum havia vendido 428,000 no mesmo país.

## Faixas
| N.º | Título                                                     | Duração |  |
| 1.  | "Jingle Bell Rock" (com Miranda Lambert)                   | 2:03    |  |
| 2.  | "White Christmas"                                          | 3:37    |  |
| 3.  | "Oklahoma Christmas" (com Reba McEntire)                   | 3:28    |  |
| 4.  | "Let It Snow! Let It Snow! Let It Snow!"                   | 2:48    |  |
| 5.  | "There's a New Kid in Town" (com Kelly Clarkson)           | 4:30    |  |
| 6.  | "Santa's Got a Choo Choo Train"                            | 3:35    |  |
| 7.  | "Home" (com Michael Bublé)                                 | 3:46    |  |
| 8.  | "Winter Wonderland"                                        | 2:15    |  |
| 9.  | "The Christmas Song"                                       | 3:55    |  |
| 10. | "Blue Christmas" (com Pistol Annies)                       | 2:06    |  |
| 11. | "I'll Be Home for Christmas"                               | 3:24    |  |
| 12. | "Silver Bells" (com Xenia)                                 | 3:10    |  |
| 13. | "Time for Me to Come Home" (featuring Dorothy Shackleford) | 2:40    |  |
| 14. | "The Very Best Time of Year" (com Trypta-Phunk)            | 2:58    |  |

## Desempenho nas tabelas musicais
| Tabelas musicais (2012)         | Melhor posição |
| ------------------------------- | -------------- |
| Canadá (Canadian Albums Chart)  | 19             |
| Estados Unidos (Billboard 200)  | 8              |
| Estados Unidos (Country Albums) | 2              |
| Estados Unidos (Holiday Albums  | 1              |

| País/Associação       | Certificação | Vendas   |
| --------------------- | ------------ | -------- |
| Estados Unidos - RIAA | Ouro         | 500,000+ |